# Alasgar Alakbarov
Alasgar Hajiagha oglu Alakbarov (in azero Ələsgər Hacıağa oğlu Ələkbərov) (Baku, 26 marzo 1910 – Baku, 31 gennaio 1963) è stato un attore azero.

## Biografia
Nato a Baku, nel 1910 da una modesta famiglia di commercianti, ha sviluppato la passione per la recitazione e la musica sin da bambino bambino guardando spettacoli di strada e l'ascolto dei canti dervisci. Nel 1920 rimane orfano di padre e la madre dovette mantenere tutta la famiglia facendo la sarta.
Si perfeziona in recitazione, nel 1930 a Baku. lavora in varie compagnie azere e georgiane, e fino alla morte, nel 1963 è stato membro dell'Azerbaijan State Academic Drama Theatre.
I suoi ruoli più famosi sono quelli di Vagif (di Samad Vurgun, recitato moltissime volte) e Otello (di William Shakespeare)

### Vita privata
È stato sposato per breve tempo con l'attrice Hokuma Gurbanova. Nel 1934 hanno avuto la loro unica figlia Naila.

## Teatro
| Autore          | Titolo          | Ruolo    |
| --------------- | --------------- | -------- |
| Shakespeare     | Macbeth         | Macduff  |
| Shakespeare     | Otello          | Otello   |
| Samed Vurgun    | Vagif           | Vagif    |
| Samed Vurgun    | Ferhad ve Şirin | Ferhad   |
| Samed Vurgun    | Hanlar          | Hanlar   |
| Resul Rıza      | Vefa            | Minnetov |
| İlyas Efendiyev | Bahar Suları    | Alhan    |
| Mirza İbrahimov | Muhabbet        | Yusuf    |

## Cinema
| Anno | Film               | Ruolo           |
| ---- | ------------------ | --------------- |
| 1929 | Volkan Üzerinde Ev | Hasan           |
| 1930 | Latif              | Kolhoz Başkanı  |
| 1935 | Altıncı His        | Mühendis Haydar |
| 1936 | Almas              | Fuad            |
| 1939 | Köylüler           | Âşık Gökdemir   |
| 1940 | Yeni Ufuk          | Aslanov         |
| 1942 | Hediye             | Ayaz            |
| 1947 | Fethali Han        | Fethali Han     |
| 1956 | Kara Taşlar        | İsmailzade      |
| 1958 | Gölgeler Sürünüyor | Reşit Serdarlı  |
| 1958 | Üvey Anne          | Hüseyin Dayı    |
| 1958 | Uzak Sahillerde    | Ferrero         |
| 1960 | Seher              | Rahim Bey       |
| 1961 | Leyla ile Mecnun   | Şeyh Emirî      |
| 1962 | Büyük Destek       | Rüstem          |